# Parque Estadual Cristalino II
O Parque Estadual Cristalino II é um parque estadual do estado de Mato Grosso, Brasil. Protege uma área de savana e floresta tropical rica em biodiversidade. Partes do parque foram invadidas por madeireiros, posseiros e criadores de gado, muitas vezes apoiados por políticos locais e estaduais.

## Localização
O Parque Estadual Cristalino II fica no município de Novo Mundo, Mato Grosso. Possui uma área de 118 mil hectares. O parque fica no norte de Mato Grosso e faz fronteira com o estado do Pará na parte leste e com o Parque Estadual do Cristalino na parte oeste. O canto sudoeste do parque é delimitado pelo rio Teles Pires ou São Manuel. A Serra Rochedo é fonte de muitas nascentes de água pura e cristalina, que dão nome ao parque.
A vegetação inclui savana, floresta sazonal, floresta tropical e floresta de transição. A região é rica em biodiversidade, com 850 espécies de aves registadas, das quais 50 são endémicas, 43 espécies de répteis, 29 de anfíbios, 36 de mamíferos e 16 de peixes. O clima é típico tropical continental, ideal entre maio e outubro para o ecoturismo. O parque é um excelente local para observação de aves. As principais ameaças vêm da extração ilegal de madeira e dos assentamentos ao redor do parque.

## História
O Parque Estadual do Cristalino no município de Alta Floresta foi criado pelo decreto 1.471 de 9 de junho de 2000 com área de 66,9 mil hectares. O Parque Estadual Cristalino II foi criado pelo decreto 2.628, de 30 de maio de 2001, para proteger integralmente os recursos biológicos, físicos e paisagísticos das florestas primárias, corredeiras, cachoeiras e sítios arqueológicos. Esses dois parques contíguos juntos têm uma área de 184 900 hectares.
Desde a criação, os parques foram ameaçados por invasões de agricultores apoiados por políticos estaduais e locais. No início de 2002, o governador Dante de Oliveira enviou duas mensagens à Assembleia Legislativa de Mato Grosso propondo a redução dos parques em 72 400 hectares, ou 42% de sua área total. A justificativa foi eliminar terras que já haviam sido convertidas em pastagens. Em dezembro de 2002, um juiz federal concluiu que o governo estadual realizou vendas indevidas de terras, tornou o Instituto Nacional de Colonização e Reforma Agrária (INCRA) federal o proprietário das terras e entregou ao Instituto Brasileiro do Meio Ambiente e dos Recursos Naturais Renováveis (IBAMA) a responsabilidade administrativa.
Foram feitas tentativas para destruir todas as pontes sobre o rio Nhandú, que transportava a maior parte da madeira extraída ilegalmente, para impor multas e processos judiciais pela exploração madeireira e para expulsar os posseiros. Essa ação foi abandonada no final de 2003 e os posseiros permaneceram, enquanto o desmatamento continuou. O INCRA planejou assentar cerca de 5 mil famílias de trabalhadores rurais sem terra no município de Novo Mundo, acrescentando cerca de 20 mil pessoas à população existente de 3 590. As negociações sobre o parque foram levadas para Brasília, onde o Ministério do Meio Ambiente autorizou a continuidade da exploração madeireira enquanto o caso era estudado.
Em junho de 2005, a Fundação Estadual do Meio Ambiente (FEMA) foi dissolvida e substituída pela SEMA, e uma liminar da Suprema Corte Federal devolveu o controle ao estado. A SEMA reativaria o posto de vigilância e seria apoiada por policiais e agentes ambientais na prevenção de novas invasões. As disputas continuaram. Os deputados estaduais aprovaram a lei 8.616 em 2006 para reduzir a área do parque, o governador vetou essa lei em resposta à pressão pública e os deputados derrubaram seu veto. Uma ordem judicial de 26 de janeiro de 2007 suspendeu a lei 8.616.
A Portaria 142, de 5 de novembro de 2007, criou o conselho consultivo dos parques estaduais Cristalino e Cristalino II. Um plano de manejo foi emitido em 2009. Nesta altura as explorações agrícolas, assentamentos e operações madeireiras no parque permaneciam e a discussão sobre como resolver a situação continuava. A Portaria 31, de 19 de Março de 2010, aprovou o plano de gestão dos dois parques, que foi revisto em 2014. Em 17 de outubro de 2014, a SEMA apelou aos proprietários de terras e posseiros para apresentarem reivindicações enquanto se aguarda a regularização da propriedade da terra no parque.